# Piel naranja... años después
Piel naranja... años después é uma telenovela argentina produzida pela Pol-ka Producciones e exibida pelo Canal 13 entre 10 de janeiro de 2004 e 28 de fevereiro de 2004.

## Elenco
- Arnaldo André - Juan Manuel Alinari
- Leonor Benedetto - Serena Santamarina
- Diego Olivera - Facundo
- Carla Pandolfi - ABril Agrelo
- Ana Blanco
- Pablo Codevila